# Chính sách kinh tế
Chính sách kinh tế đề cập đến các hành động của chính phủ áp dụng vào lĩnh vực kinh tế. Chính sách kinh tế thường bị chi phối từ các chính đảng, nhóm lợi ích có quyền lực trong nước, các cơ quan quốc tế như quỹ tiền tệ quốc tế, ngân hàng thế giới hay tổ chức thương mại thế giới.

## Các loại chính sách kinh tế
Chính sách kinh tế bao gồm một số loại chủ yếu, đó là: chính sách kinh tế vĩ mô, chính sách điều tiết hoạt động kinh tế, chính sách kinh tế đối ngoại và chính sách phát triển kinh tế.

### Chính sách kinh tế vĩ mô
Chính sách kinh tế vĩ mô là các chính sách kinh tế nhằm mục đích ổn định kinh tế vĩ mô và đạt trạng thái toàn dụng lao động. Hai chính sách kinh tế vĩ mô quan trọng là chính sách tài chính và chính sách tiền tệ. Có thể có một số chính sách kinh tế khác cũng có tác động tới kinh tế vĩ mô, như chính sách thương mại (quota, thuế quan) song mục đích chính của chúng không phải là ổn định kinh tế vĩ mô, nên không được coi là chính sách kinh tế vĩ mô.
Chính sách kinh tế vĩ mô còn được gọi là chính sách quản lý tổng cầu vì nó tác động đến phía cầu của nền kinh tế.
Chính sách kinh tế vĩ mô được chủ nghĩa Keynes khuyến nghị sử dụng, tuy nhiên lại bị chủ nghĩa kinh tế tự do mới bài trừ.

### Chính sách điều tiết hoạt động kinh tế
Chính sách điều tiết hoạt động kinh tế có mục tiêu là điều chỉnh các hoạt động kinh tế vì những lý do nhất định, chẳng hạn như bảo hộ cho doanh nghiệp nhà nước hay chống độc quyền, bảo vệ lợi ích của người tiêu dùng, v.v... Chính sách này có thể bao gồm các biện pháp hành chính như luật và quy định, hoặc bao gồm các biện pháp kinh tế dựa vào lãi suất, thuế, thuế quan, v.v...

### Chính sách kinh tế đối ngoại
Chính sách kinh tế đối ngoại liên quan đến việc mở cửa nền kinh tế. Nó bao gồm các chính sách thương mại, chính sách đối với tài khoản vốn.

### Chính sách phát triển kinh tế
Xem bài Phát triển kinh tế.
Chính sách phát triển kinh tế là hoạt động của chính phủ tác động tới các cơ chế văn hóa, xã hội, kinh tế và thể chế để đạt được những tiến bộ kinh tế.

## Công cụ và mục đích
Chính sách thường dẫn đến việc giành được các mục đích cụ thể như các chỉ tiêu về lạm phát, thất nghiệp, hay tăng trưởng kinh tế. Đôi khi cũng nhằm các mục đích khác như chi phí quân sự hay quốc hữu hóa.

## Chính sách kinh tế trong lịch sử
Một số chính sách kinh tế nổi tiếng trong lịch sử là:
- Chính sách kinh tế mới của Lenin.
- Reganomics ở Hoa Kỳ thập niên 1980.
- Chính sách New Deal của Mỹ để phục hồi kinh tế sau đại khủng hoảng (!929-1933).
- Chính sách đổi mới tư duy quản lý kinh tế của Việt Nam triển khai từ cuối thập niên 1980.